# 千葉県立野田高等学校
千葉県立野田高等学校（ちばけんりつのだこうとうがっこう）は、かつて野田市にあった県立の高等学校。2006年に千葉県立野田北高等学校と合併して千葉県立野田中央高等学校になった。

## 概要
全日制と定時制の学科を持っていた。全日制は大正14年からの伝統を持つ女子高で、定時制は男女共学だった。
野田市駅から歩いてすぐの、キッコーマンの工場群に囲まれたところに立地していた。
制服は伝統的なセーラー服であった。

## 沿革
- 1925年4月 - 町立野田高等女学校として開校[1]。
- 1939年4月 - 千葉県野田高等女学校となる[1]。
- 1948年4月 - 県立に移管し、千葉県立野田高等学校となる[1]。
- 1950年4月 - 千葉県立野田実業高等学校を統合[1]。
- 1954年3月 - 清水校舎を千葉県立野田実業高等学校として分離[1]。
- 1963年4月 - 共学制廃止、女子高等学校となる[2]。
- 1997年4月 - 千葉県立千葉東高等学校通信制課程と協定を結び、同校の通信制協力校となる[1]。
- 2006年4月 - 千葉県立野田高等学校と千葉県立野田北高等学校が統合して千葉県立野田中央高等学校創立。旧野田北高校校舎を使用[1]。

## 制服
紺色のセーラー服に襟元のラインとネクタイは海老茶色であった。

## おもな卒業生
- 岡田有紀 - アイドル
- 北見禮子 - 女優 （旧制・野田町立野田高等女学校卒業）
- 広田恵子 - モデル
- 川瀬有希子（現在の芸名：川世有希子） - 作詞作曲家